# El Nogalito, Hidalgo
El Nogalito är en ort i Mexiko.   Den ligger i kommunen La Misión och delstaten Hidalgo, i den sydöstra delen av landet, 180 km norr om huvudstaden Mexico City. El Nogalito ligger 1 683 meter över havet och antalet invånare är 169.
Terrängen runt El Nogalito är bergig åt nordost, men åt sydväst är den kuperad. Runt El Nogalito är det ganska glesbefolkat, med 42 invånare per kvadratkilometer. Närmaste större samhälle är Jacala, 12,9 km sydväst om El Nogalito. I omgivningarna runt El Nogalito växer huvudsakligen savannskog.